# Kościół Matki Boskiej Częstochowskiej w Mąkoszynie
Kościół Matki Boskiej Częstochowskiej w Mąkoszynie – rzymskokatolicki kościół parafialny należący do parafii św. Jakuba Apostoła w Mąkoszynie (dekanat izbicki diecezji włocławskiej).
Jest to świątynia wzniesiona, dzięki staraniom proboszcza ks. Wincentego Wrzalińskiego, w latach 1914-1919, według projektu Zdzisława Mączyńskiego z Warszawy. Konsekrowana została 9 maja 1919 roku. 
Budowla posiada zróżnicowaną bryłę ujętą szkarpami, z wyraźnie wydzielonymi formami poszczególnych jej części. W przyziemiu jest umieszczony arkadowy podcień, nad nawą jest umieszczona sygnaturka w formie wielobocznej wieżyczki z latarnią, od strony zachodniej jest usytuowana znacznie górująca nad całością wieża zwieńczona baniastym dachem hełmowym z latarnią. Wnętrze trzynawowe jest nakryte pozornym sklepieniem krzyżowym, wymalowano je w 1951 roku. W 1978 roku w prezbiterium została założona nowa posadzka z płyt granitowych. W 1984 roku zostało wymienione pokrycie dachu z dachówki na blachę miedzianą. Budowla w chwili obecnej znajduje się w dobrym stanie technicznym.
Do wyposażenia świątyni należą obiekty pochodzące głównie z początku XX wieku. W jego skład wchodzą: ołtarz główny ozdobiony neobarokowymi rzeźbami świętych i aniołów, ambona ozdobiona płaskorzeźbami czterech ewangelistów, granitowa chrzcielnica, dwa krucyfiksy, stacje Męki Pańskiej, organy wykonane w 1920 roku.
W świątyni znajduje się tablica upamiętniająca budowniczego kościoła ks. Wincentego Wrzalińskiego zamordowanego w Dachau.